# Spinixestus leleupi
Spinixestus leleupi is een hooiwagen uit de familie Assamiidae.